# Kamaria Durant
Kamaria Durant (* 24. Februar 1991) ist eine Leichtathletin aus Trinidad und Tobago, die sich auf den Sprint spezialisiert hat.

## Sportliche Laufbahn
Erste internationale Erfahrungen sammelte Kamaria Durant 2013 bei den Zentralamerika- und Karibikmeisterschaften (CAC) in Morelia, bei denen sie mit der trinidadisch-tobagischen 4-mal-100-Meter-Staffel in 43,67 s die Silbermedaille gewann. Zudem erhielt sie einen Startplatz in der Staffel für die Weltmeisterschaften in Moskau, bei denen sie mit 43,01 s im Vorlauf ausschied. Bei den IAAF World Relays 2014 auf den Bahamas gelangte sie mit der 4-mal-100-Meter-Staffel in 42,66 s auf den dritten Platz hinter den Vereinigten Staaten und Jamaika und mit der 4-mal-200-Meter-Staffel gelangte sie im Finale nicht bis in das Ziel. Anschließend nahm sie im 100-Meter-Lauf an den Commonwealth Games in Glasgow teil und schied dort mit 11,70 s im Halbfinale aus. Zudem erreichte sie mit der Staffel in 44,78 s Rang acht. Bei den IAAF World Relays 2015 gelangte sie mit der 4-mal-100-Meter-Staffel in 42,88 s auf Rang fünf und bei den Panamerikanischen Spielen in Toronto gelangte sie im 200-Meter-Lauf bis in das Halbfinale, in dem sie mit 22,94 s ausschied. Zudem gelangte sie mit der Staffel im Vorlauf nicht ins Ziel. Bei den anschließenden NACAC-Meisterschaften in San José wurde sie in 23,15 s Siebte über 200 Meter und gewann mit der Staffel in 44,24 s die Bronzemedaille hinter den Vereinigten Staaten und Puerto Rico. Damit qualifizierte sie sich über 200 Meter für die Weltmeisterschaften in Peking, bei denen sie mit 23,25 s in der ersten Runde ausschied.
Bei den IAAF World Relays 2017 gelangte sie mit der 4-mal-200-Meter-Staffel in 1:32,63 min auf den vierten Platz und 2018 gelangte sie bei den Commonwealth Games im australischen Gold Coast über 200 Meter bis in das Halbfinale, in dem sie mit 23,83 s ausschied. Bei den IAAF World Relays 2019 in Yokohama schied sie mit der 4-mal-100-Meter-Staffel mit 43,67 s in der Vorrunde aus und bei den Panamerikanischen Spielen in Lima belegte sie mit der Staffel in 43,57 s Rang vier. Anfang Oktober gelangte sie bei den Weltmeisterschaften in Doha bis in das Halbfinale über 200 Meter, in dem sie mit 23,44 s ausschied, während sie mit der Staffel in 42,71 s auf Rang sechs gelangte.
2019 wurde Durant trinidadisch-tobagische Meisterin im 200-Meter-Lauf.

## Persönliche Bestzeiten
- 100 Meter: 11,17 s (+1,2 m/s), 27. Juli 2019 in Port of Spain
- 200 Meter: 22,74 s (+1,2 m/s), 23. Juli 2015 in San José